# Corynoptera oririclausa
Corynoptera oririclausa är en tvåvingeart som beskrevs av Werner Mohrig 1999. Corynoptera oririclausa ingår i släktet Corynoptera och familjen sorgmyggor. Inga underarter finns listade i Catalogue of Life.